# Joseph-Denis O'Sullivan
Joseph Denis O'Sullivan de Terdeck (Overijse, 4 april 1771 - 2 januari 1848) was een Belgisch edelman.

## Levensloop
O'Sullivan was een zoon van Jacques-Charles O'Sullivan en van Caroline de Madrid. Er bestaat geen zekerheid over de familieverwantschap met de adellijke Jean-Patrice O'Sullivan de Grass.
Hij werd belastinginspecteur en trouwde in Bergen in 1805 met Eugénie Rosier (1786-1865), dochter van Jean-Baptiste Rosier, procureur des Konings en lid van de Tweede Kamer. Ze kregen vijf kinderen.
De enige zoon die trouwde was Hippolyte O'Sullivan (1806-1870), hoofdingenieur-directeur bij de Dienst Bruggen en Wegen in Brabant. Hij trouwde met Augusta Palmer (1807-1888). Ze hadden vijf kinderen, maar zonder verdere afstammelingen.
De laatste mannelijke naamdragers, met wie de familie uitdoofde, waren hun zoons, luitenant-generaal Palmer O'Sullivan (1834-1890) en kapitein Eugène O'Sullivan (1836-1904).